# Уаскар
Уа́скар или Васкар (кечуа Waskar, исп. Huáscar, около 1500—1532) — двенадцатый правитель Империи Инков, сын Уайна-Капака и по отцу брат Атауальпы. Официально правил 2 года и 4 месяца.

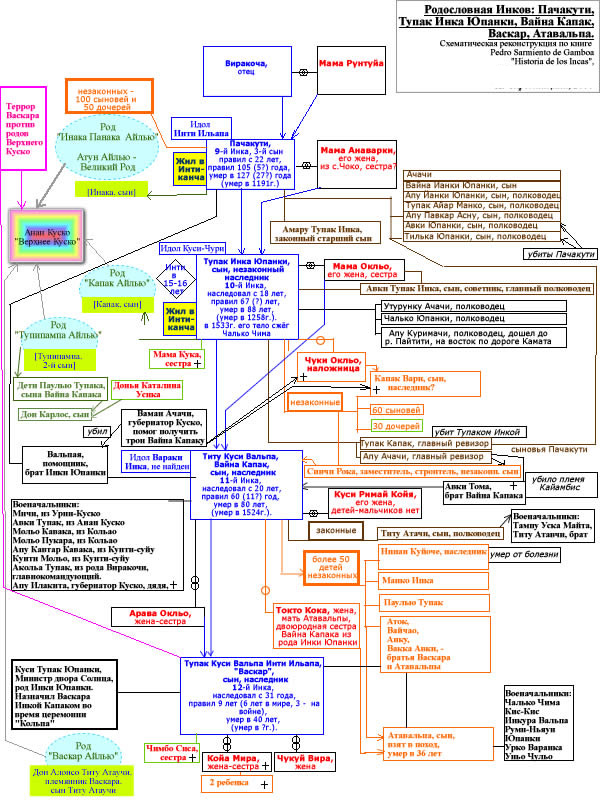
Сарьменто де Гамбоа, Генеалогия Инков. Пачакути, Тупак Инка Юпанки, Вайна Капак, Васкар, Атавальпа

По одной из версий, перед смертью Уайна-Капак решил, что империя должна разделиться между двумя братьями. Южной частью со столицей Куско должен был править Уаскар, а для северной части с Кахамаркой был предусмотрен Атауальпа. Раздел империи, однако, привёл к многолетней войне между братьями за единоличную власть. В 1532 году Уаскар был взят в плен в Куско и был убит по приказу Атауальпы.